# El Coscoller (Coll de Nargó)
El Coscoller és una muntanya de 1.347 metres que es troba al municipi de Coll de Nargó, a la comarca de l'Alt Urgell.